# Sven Ratzke

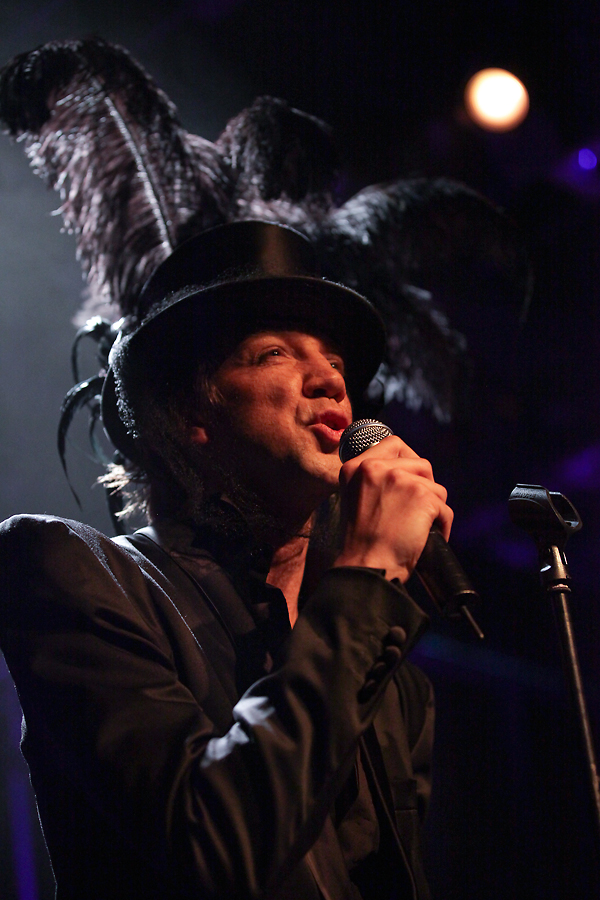
Sven Ratzke, 2011

Sven Ratzke (* 1977) ist ein deutsch-niederländischer Musiker, Bühnen-Entertainer und Musicaldarsteller.

## Leben und Wirken
Ratzke wuchs auf in Kranenburg nahe der niederländischen Grenze.
Seit 2000 tritt er mit seinen Soloshows auf und tourte seitdem durch Europa, Australien und Neuseeland, die USA und Mexiko. Hildegard Knef bat ihn, ihr Lied A Woman and a Half – Hildegard Knef (2001) für einen Dokumentarfilm über ihr Leben zu interpretieren.
Seit 2011 tritt Ratzke in den USA im „Joe's Pub at the Public Theatre“ auf und gibt Konzerte im New Yorker Lincoln Center. In London spielte Ratzke im Soho Theatre und gab Konzerte im Southbank. Seit 2014 tourt Ratzke auch jährlich durch Australien, wo er auf Festivals und in Konzerthäusern auftritt (u. a. Sydney Operahouse, Adelaide Cabaret Festival, Brisbane Festival).
Ratzke arbeitete u. a zusammen mit Nina Hagen, Katharina Thalbach, Hanna Schygulla, Tiger Lillies und Romy Haag. Für seine Deutschen Nächte in Amsterdam lud er verschiedene Künstler ein. Er trat auf mit der New Yorker Joey Arias, der niederländischen Sängerin Ellen ten Damme und der US-amerikanischen Sopranistin Claron McFadden. In Deutschland spielte Ratzke u. a. im Tipi am Kanzleramt in Berlin, Berliner Ensemble, Schmidt Theater Hamburg, Tollwood München oder auf der Ruhrtriennale. Er gab Konzerte mit dem Metropole Orkest und dem Asko|Schönberg Ensemble.
Ratzke spielte die Hauptrolle in verschiedenen Musicalproduktion wie z. B. Cabaret und der Rocky Horror Show. In der Spielzeit 2012 brachte er zusammen mit Claron McFadden eine Neuinterpretation der Dreigroschenoper im u. a. Concertgebouw (Amsterdam) auf die Bühne. Von 2013 bis 2016 spielte er die Hauptrolle in dem Musical Hedwig and the Angry Inch im Admiralspalast Berlin. Die Produktion wurde ab September 2020 wieder aufgenommen vom Renaissance-Theater Berlin. Dort spielt er seit Oktober 2023 Marlene Dietrich in der Produktion Marlene. 
2015 feierte seine Show Starman mit Musik von David Bowie in Berlin Premiere. Mit der Show tourte Ratzke um die Welt und trat damit 2016 unter anderen beim Edinburgh Fringe Festival auf. Ratzke war außerdem 2017 nominiert als Best Cabaret Performer für den Helpmann Award in Sydney, Australien.
Seine Show Homme Fatale erlebte im Oktober 2017 seine Premiere im Tipi am Kanzleramt in Berlin. Die Musik für diese Show stammt u. a. von Rufus Wainwright, David Bowie, Lisa Hanningan, Fay Lovsky und Eddie Perfect. Die Kostüme wurden vom französischen Designer Thierry Mugler entworfen. Im selben Jahr hatte seine TV-Sendung Ratzke Rendezvous, eine Late Night Show mit prominenten Gästen, Premiere in der ARD. 2021 produzierte Ratzke zwei weitere Tv specials die sowohl im holländischen und deutschen Fernsehen liefen und auch in China.
Ratzke schreibt Songs, Theaterstücke und Kolumnen, unter anderen für die niederländische Tageszeitung De Gelderlander. Er veröffentlichte verschiedene CDs, u. a. bei dem Plattenlabel Challenge Records International. Er lebt in Amsterdam und Berlin.

## Shows
- 2001 – Deutschland mein Schlagerhotel (Premiere am 12. Oktober 2001 in der Philharmonie Vredenburg, Utrecht)
- 2003 – I Shot The DJ (Premiere am 10. Oktober 2003 in der Bar jeder Vernunft, Berlin)
- 2006 – Gigolos & Germans (Premiere am 20. Oktober 2006 in der Kleinen Komedie, Amsterdam)
- 2009 – dEBUT (Premiere am 25. Oktober 2009 in der Kleinen Komedie, Amsterdam; deutsche Premiere am 20. April 2010 in der Bar Jeder Vernunft, Berlin)
- 2011 – NachtSpiele (deutsche Premiere am 13. September 2011 in der Bar jeder Vernunft, Berlin; niederländische Premiere am 18. November im DeLaMar Theater Amsterdam)
- 2012 – Groschenblues (Premiere am 17. Februar 2012 im Bimhuis, Amsterdam; deutsche Premiere am 19. April 2012 im Heimathafen, Berlin)
- 2013 – On the Rocks (mit Ellen ten Damme) 30. April 2013, Tipi am Kanzleramt, Berlin
- 2014 – Diva Diva's (Premiere am 14. April 2014 im Renaissance-Theater Berlin)
- 2015 – Starman (Premiere am 13. Oktober 2015 Tipi am Kanzleramt, Berlin)
- 2017 – Homme Fatale (Premiere am 16. Oktober 2017 Tipi am Kanzleramt, Berlin, New York Premiere am 24. Oktober in Lincoln Center)
- 2019 – Where Are We Now mit dem Pianisten Christian Pabst - Premiere am 20. Oktober 2019 Bar Jeder Vernunft, Berlin, New York (Premiere am 10. Dezember La Mama)
- 2020 – Rocky Horror Show (Premiere am 10. August 2020 Internationaal Theater Amsterdam)
- 2021 – Love is Crazy (mit Holland Baroque, Premiere am 21. Oktober 2021 Amsterdam)
- 2023 – Marlene (Premiere am 6. Oktober 2023 Renaissance-Theater Berlin, NL Premiere am 5. März Kleine Komedie Amsterdam)

## Ehrungen und Auszeichnungen
- St. Ingberter Pfanne (2009)
- Ehrenpreis des Parktheaters Eindhoven (2009)
- Wilhelmshavener Knurrhahn (2014)
- Helpmann Award Australien (Nominierung 2017)
- Wilhelmshavener Knurrhahn (2017)[6]
- Karl der Grosse Oeuvre Award (2024)
- Johan Kaart Award (2024)

## Rezeption
Der Tagesspiegel bezeichnete Ratzke als „Homme fatal“, „Gesamtkünstler und Chamäleon“.